# Troglohyphantes bureschianus
Troglohyphantes bureschianus este o specie de păianjeni din genul Troglohyphantes, familia Linyphiidae, descrisă de Deltshev, 1975.
Este endemică în Bulgaria. Conform Catalogue of Life specia Troglohyphantes bureschianus nu are subspecii cunoscute.